# Microscapha nigronotata
Microscapha nigronotata là một loài bọ cánh cứng trong họ Melandryidae. Loài này được Pic mô tả khoa học năm 1931.